# Partido Liberal de Filipinas
El Partido Liberal de Filipinas (en filipino: Partido Liberal ng Pilipinas; en inglés: Liberal Party of the Philippines) o simplemente Partido Liberal, es un partido político liberal de Filipinas. Fue fundado en 1946 por Manuel Roxas, quien triunfó en las primeras elecciones presidenciales de Filipinas como país soberano ese mismo año. Desde entonces, gobernó el país en diversas ocasiones, siendo uno de los principales partidos del país. Su última victoria fue en las presidenciales de 2010, en las que llevó a Benigno Aquino III a la presidencia.
Desde 2016 son el principal partido de la oposición, aunque también ganó las elecciones vicepresidenciales, ocupando el cargo su líder Leni Robredo. Es el segundo partido político en funcionamiento más antiguo del país, tras el Partido Nacionalista, y es el partido más antiguo continuamente activo en el gobierno.

## Historia
El partido fue fundado el 19 de enero de 1946 por Manuel Roxas, quien sería el primer presidente de la Tercera República Filipina, y el primer jefe de Estado de un país filipino soberano y reconocido. El partido fue establecido por los miembros del "ala liberal" o "de centroizquierda" del Partido Nacionalista. Además de Roxas, que moriría en 1948 sin completar su mandato constitucional, dos presidentes fueron elegidos por el Partido Liberal, Elpidio Quirino y Diosdado Macapagal. Otros dos presidentes de Filipinas, Ramón Magsaysay y Ferdinand Marcos, fueron parte del Partido Liberal antes de optar por unirse a los Nacionalistas.
Durante los días previos a la declaración de Ley marcial de 1972, que iniciaría la dictadura de Ferdinand Marcos, este encontró en su antiguo partido un importante obstáculo para su idea de un gobierno de un solo hombre. Incluso a pesar de la declaración del estado de sitio, el Partido Liberal, dirigido por Ninoy Aquino, Gerry Roxas y Jovito Salonga, continuó oponiéndose al régimen y se mantuvieron como una de las principales fuerzas de la oposición. Durante este período, muchos miembros y dirigentes del partido, como el propio Ninoy Aquino, fueron asesinados.
Desde la restauración de la democracia, el Partido Liberal continúa siendo uno de los principales del país. Fue fundamental en 1991 para poner fin a más de medio siglo de presencia militar estadounidense en el país al votar en contra de establecer una nueva base militar en el país, lo que conllevó a su derrota en las siguientes elecciones legislativas. Sin embargo, recuperó electores luego de la realización de un impeachment exitoso contra Joseph Estrada por cargos de corrupción.
El Partido Liberal recuperó nueva influencia en el año 2010 cuando nombró como su próximo candidato a la presidencia al entonces senador Benigno Aquino III, el hijo de la expresidenta Corazón Aquino, después de la muerte de esta última en 2009, lo que aumentó masivamente el apoyo a la familia Aquino. A pesar de que el partido había nominado anteriormente al senador Manuel "Mar" Roxas II para ser su candidato presidencial, Roxas eligió darle la nominación a Aquino y se presentó para vicepresidente en su lugar. Durante la feroz campaña que siguió, el partido fue capaz de atraer nuevos miembros con la ruptura del entonces partido gobernante Lakas Kampi CMD, para convertirse en el mayor partido de la minoría en el Congreso.

## Historial electoral

### Cámara de Representantes
| Año   | Votos      | %     | Escaños |
| ----- | ---------- | ----- | ------- |
| 1946  | 908 740    | 38,89 | 49/98   |
| 1949  | 1 834 173  | 53,00 | 60/100  |
| 1953  | 1 624 571  | 39,81 | 59/102  |
| 1957  | 1 453 527  | 30,17 | 19/102  |
| 1961  | 2 167 641  | 33,71 | 29/104  |
| 1965  | 3 721 460  | 51,32 | 61/104  |
| 1969  | 2 641 786  | 33,91 | 18/110  |
| 1987  | 2 101 575  | 12,80 | 16/200  |
| 1992* | 1 644 568  | 8,82  | 11/200  |
| 1995  | 358 245    | 1,86  | 5/204   |
| 1998  | 1 773 124  | 7,25  | 15/206  |
| 2001  |            | 9,2   | 19/205  |
| 2004  |            | 11,8  | 29/209  |
| 2007  |            | 8,6   | 23/218  |
| 2010  | 6 802 227  | 19,93 | 47/229  |
| 2013  | 10 557 265 | 38,31 | 109/234 |
| 2016  | 15 552 401 | 41,72 | 115/238 |
| 2019  | 2 321 759  | 5,78  | 18/245  |

*En estas elecciones, fue parte de la Coalición Nacional, conformado con el Partido Democrático Filipino-Poder Popular.